# Parafia św. Jadwigi Królowej w Białymstoku
Parafia pw. św. Jadwigi Królowej w Białymstoku  – rzymskokatolicka parafia należąca do dekanatu Białystok-Starosielce, archidiecezji białostockiej, metropolii białostockiej.

## Historia
W latach 70. XX wieku zaczęto budować wielotysięczne osiedle Słoneczny Stok, a nieco później Zielone Wzgórza na terenie parafii św. Andrzeja Boboli. Ks. Stefan Girstun, proboszcz parafii i jednocześnie dziekan dekanatu podjął decyzję o budowie kościoła i zwrócił się z prośbą do biskupa Edwarda Kisiela o rozpoczęcie starań w tym zakresie. Na wniosek Kurii Arcybiskupiej w Białymstoku w dniu 10 maja 1982 r. doszło do uzgodnienia z wojewodą białostockim Kazimierzem Dunajem, że na rok 1984 włączona zostanie do planu budowa kościoła w dzielnicy Białystok – Starosielce – Marczuk, na nowo powstałym osiedlu mieszkaniowym Słoneczny Stok.
Spotkanie z Zarządem Spółdzielni Mieszkaniowej „Słoneczny Stok” bpa Edwarda Kisiela, kanclerza kurii ks. Cezarego Potockiego, ks. dziekana Girstuna oraz ks. Stanisława Wojno we wrześniu 1982 r. zaowocowało uzyskaniem dostępu do terenu pod budowę projektowanego kościoła i obiektów towarzyszących między innymi plebanii. Odpowiednie dokumenty złożono 21 lutego 1983 r. Zgodę Urząd Miejski wyraził w dniu 28 marca 1983 r. na lokalizację kościoła w tym miejscu. 
7 lutego 1984 r. bp. Edward Kisiel erygował parafię bł. Jadwigi Królowej, a następnego dnia wystawił nominację na proboszcza parafii ks. Stanisławowi Wojno, a na jego współpracowników powołał ks. Jana Filewicza i ks. Jana Hołodoka, dotychczasowych wikariuszy parafii św. Andrzeja Boboli w Starosielcach, pomimo że duszpasterze nowego ośrodka duszpasterskiego, nadal mieszkali na plebanii swojej poprzedniej parafii.
Wszelkie starania związane z budową nowego kościoła i organizacją parafii przejął ks. proboszcz S. Wojno. 30 marca 1984 r. podpisał warunkową umowę na zakup działki nr 2060, a 11 maja w biurze notarialnym podpisał akt własności tej działki z przeznaczeniem pod budowę kościoła. W Wielki Piątek (20 kwietnia) na placu przyszłej budowy świątyni postawiono 4 m wysokości krzyż oraz zmontowano baraki pochodzące z rozbiórki zakupione od Biazetu przy Szosie Północno-Obwodowej jako tymczasowe pomieszczenia parafialne. Przez dwie ostatnie niedziele maja miały miejsce Pierwsza Komunia św. dzieci nowej parafii choć wspólna z parafią macierzystą.
12 sierpnia 1984 r. uroczystego poświęcenia placu pod budowę kościoła bł. Jadwigi Królowej dokonał biskup Edward Kisiel, administrator apostolski archidiecezji w Białymstoku. Budowę kościoła zaczęto w maju 1986 pod nadzorem inż. Eugeniusza Bokińca. Jesienią 1988 r. zaczęto już odprawiać nabożeństwa w dolnym kościele, a we wrześniu 1989 r. oddano do użytku liturgicznego. W roku 1990 oddano do użytku dom katechetyczny, gdzie zamieszkali księża.
Kontrowersje z 2019
21 lipca 2019 r. parafia zamieściła na swojej stronie internetowej kontrowersyjny wpis dziękczynny wobec wszystkich osób broniących tradycyjnych wartości w jakikolwiek sposób podczas Pierwszego Marszu Równości w Białymstoku, kiedy to środowiska pseudokibicowskie obrzuciły policjantów oraz uczestników Marszu kamieniami, szklanymi butelkami i petardami, a także dopuściły się dotkliwych pobić wobec nie tylko uczestników Marszu, ale też przypadkowo napotkanych osób używając przy tym wulgarnych słów i opluwając ofiary. Wpis parafii wywołał lawinę komentarzy w mediach społecznościach oraz ogólnopolskich środkach masowego przekazu i był przedmiotem debaty publicznej. Dopiero po nagłośnieniu sprawy oraz wydaniu oficjalnego oświadczenia przez Episkopat Polski potępiającego akty agresji i przemocy, jakich dopuścili się pseudokibice, parafia zmodyfikowała swój wpis twierdząc, że nie dziękuje za to jak przebiegł marsz.

## Kościół parafialny
Początkowo planowano nadanie temu kościołowi i parafii tytułu św. Maksymiliana Kolbe jednak 13 maja 1983 r. Kuria Arcybiskupia powiadomiła ks. dziekana Stefana Girstuna, że pierwszeństwo w otrzymaniu tego tytułu ma budujący się już kościół na Pietraszach. Budowę nowego kościoła bp Edward Kisiel zlecił w kwietniu 1983 r. ks. Stanisławowi Wojno, wikariuszowi parafii w Starosielcach. Ostatecznie na mocy specjalnego indultu prymasa Polski kard. Józefa Glempa z dnia 3 listopada 1983 r. kościołowi i parafii w osiedlu Słoneczny Stok nadano tytuł bł. Jadwigi Królowej.

## Grupy parafialne
- Ruch Odnowy w Duchu Świętym,
- Ruch Rodzin Nazaretańskich,
- Ruch Światło-Życie,
- Salezjański Ruch Ewangelizacyjny „SARUEL”,
- Akcja katolicka,
- Caritas Parafialna,
- Wspólnota Krwi Chrystusa,
- Wspólnota Adoracji Najświętszego Sakramentu i Królowej Pokoju.

## Proboszczowie[7]
| Lp. | Imię i nazwisko                | od   | do    |
| --- | ------------------------------ | ---- | ----- |
| 1.  | ks. Stanisław Wojno            | 1984 | 1995  |
| 2.  | ks. Andrzej Gniedziejko        | 1995 | 2005  |
| 3.  | ks. kan. Kazimierz Fiedorowicz | 2005 | 2017  |
| 4.  | ks. kan. Andrzej Brzozowski    | 2017 | nadal |